# Operatie Anton

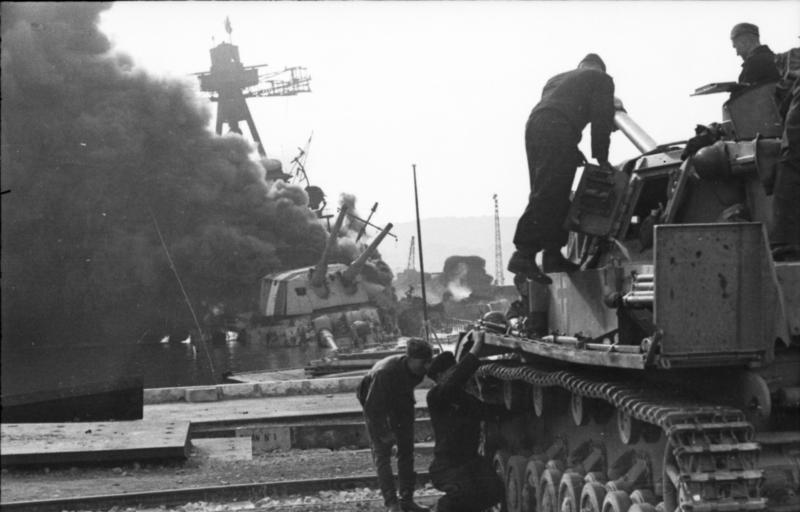
Panzer IV in Toulon

Operatie Anton (Duits: Fall Anton) was de codenaam voor de militaire bezetting van Vichy-Frankrijk die van 10 november tot 27 november 1942 door Duitsland en Italië werd uitgevoerd.

## Achtergrond
Een Duits plan om Vichy-Frankrijk te bezetten werd oorspronkelijk opgesteld in december 1940 onder codenaam Operatie Attila en al snel werd het bekend als een kleine operatie met Operatie Camellia; het plan voor de bezetting van Corsica.
Na de geallieerde landing in Frans Noord-Afrika (8 november 1942, Operatie Toorts) kon Hitler geen opengesteld front riskeren aan de Middellandse Zee. Na een laatste gesprek met de Franse premier Pierre Laval gaf Hitler bevel om Corsica op 11 november te bezetten en Vichy-Frankrijk de volgende dag.

## Geschiedenis
Tegen de avond van 10 november 1942 voltooide de astroepenmacht zijn voorbereidingen voor Anton. Het Duitse Eerste Leger rukte op van de Atlantische kust, via de Spaanse grens, terwijl het Duitse Zevende leger vanuit Midden-Frankrijk oprukte richting Vichy en Toulon. Beide legers stonden onder bevel van generaal Johannes Blaskowitz. Het Italiaanse Vierde Leger bezette de Côte d'Azur en op Corsica landde een Italiaanse divisie. De rivier de Rhône werd de grens tussen de Duitse bezettingszone in het westen en de Italiaanse bezettingszone in het oosten. Italië maakte hiermee aanspraken geldend die het had op onder andere Nice, Savoye en Corsica maar die Hitler tot dusver ter wille van Vichy-Frankrijk terzijde had geschoven. Ook Monaco, dat neutraal was, werd door Italiaanse troepen bezet, en er werd een pro-fascistische regering gevormd.
Vichy-Frankrijk beperkte zijn verzet tot radio-uitzendingen waarin werd gesteld dat dit een schending was van de wapenstilstand van 1940. Het 50.000 man sterke Vichy-Franse Leger nam aanvankelijk defensieve posities in rondom Toulon, maar toen het geconfronteerd werd met de Duitse eisen om te ontbinden ontbrak het aan de militaire capaciteit om tegen de asstrijdkrachten te vechten.
De Duitsers lanceerden Operatie Lila met als doel om de gedemobiliseerde Franse vloot in Toulon in beslag te nemen. Franse marinecommandanten slaagden er echter in om uitstel te krijgen door onderhandelingen te voeren met de Duitsers, en lieten op 27 november de vloot zinken voordat de Duitsers deze in beslag konden nemen. Zo werd voorkomen dat drie slagschepen (Strasbourg, Dunkerque en Provence), zeven kruisers, 28 torpedobootjagers, 20 onderzeeërs en de watervliegtuigtender Commandant Teste in de handen viel van de asmogendheden. Alhoewel de Duitse marinestaf teleurgesteld was, was Adolf Hitler tevreden dat de eliminatie van de Franse vloot het succes van Operatie Anton verzekerde.

## Nadien
De Franse Joden werden in Vichy-Frankrijk slechts beperkt vervolgd, vooral wanneer zij in de onbezette Vrije Zone verbleven. Weliswaar werkte de regering met de Duitsers samen inzake Jodenvervolgingen, maar het waren voornamelijk buitenlandse Joden die daadwerkelijk naar de vernietigingskampen gestuurd werden. Na de bezetting van de Vrije Zone verscherpten de maatregelen tegen de Joden zich en vluchtten bijna 240.000 Franse Joden naar de Italiaanse bezettingszone, waar de Joden evenals in Italië zelf slechts halfhartig werden vervolgd. 
Toen in Italië in de zomer van 1943 Benito Mussolini werd afgezet en de nieuwe regering capituleerde, werd de Italiaanse bezettingszone inclusief Monaco op 8 september 1943 alsnog bezet door de Duitsers. Op Corsica kwam het Franse verzet in opstand en werd daarbij gesteund door de Italiaanse troepen die loyaal bleven aan de nieuwe Italiaanse regering, zodat de Duitsers het eiland ten slotte in oktober 1943 verlieten. Zoals in de rest van bezet Frankrijk werd nu ook hier de Jodenvervolging rigoureuzer ter hand genomen. Alois Brunner werd naar het gebied gestuurd en deporteerde in 5 maanden 5.000 ondergedoken Joden.
Door de bezetting van de Vrije Zone hield Vichy-Frankrijk, dat al eerder alle koloniën aan de Vrije Fransen, Japan en de geallieerden was verloren, op een factor van betekenis te zijn. Na de invasie door de geallieerden in Normandië op 6 juni 1944 en op 15 augustus 1944 in de Provence werd de Vichyregering onder escorte van de Duitsers naar het oostelijker gelegen Belfort en later naar Duitsland overgebracht. In Slot Sigmaringen aan de Donau ging de regering in ballingschap én in feitelijke gevangenschap; de Duitsers hadden genoeg van de eigenaardige oriëntatie van het Vichyregime. Pétain zelf werd op 19 augustus 1944 in zijn residentie, hotel Parc te Vichy, door Duitsers van zijn bed gelicht. Een week later werd Vichy door de troepen van de Vrije Fransen bevrijd en hield De Gaulle een glorieuze intocht in Parijs.